# Anna Göldin
Pour les articles homonymes, voir Goldin et Goeldi.
Anna Göldin ou Anna Göldi, née le 24 octobre 1734 à Sennwald et morte le 13 juin 1782 à Glaris, une servante dans le canton de Glaris en Suisse. Elle est la dernière femme exécutée pour sorcellerie dans son pays.
Un musée lui est consacré à Mollis, inauguré en septembre 2007. Elle est déclarée innocente en août 2008.

## Histoire
Née dans l'église réformée de Sennwald en 1734, Anna Göldin venait d'une famille pauvre. Avec Jakob Rhodurner puis le Dr Zwicky, elle eut au total trois enfants mais le deuxième mourut peu après la naissance. Elle est décrite comme étant belle.
La mort prématurée de son deuxième enfant par étouffement le jour même de sa naissance lui valut d’être accusée d'infanticide et d’être condamnée au pilori. Elle prend la fuite pour éviter les poursuites et déménage. Elle rejoint la famille du médecin Johann Jacob Tschudi (1747-1800) et s'occupe de ses cinq filles. Le maitre de maison aurait alors éprouvé des désirs sexuels envers Anna.
Anna Göldin dépose une plainte contre son employeur pour harcèlement sexuel (et peut-être viol) auprès des autorités religieuses et judiciaires cantonales, dont le responsable est membre de la famille Tschudi. 
On l'accuse alors d'avoir ensorcelé la deuxième fille du docteur, Anne-Miggeli, alors âgée de huit ans. En effet, la rumeur prétendait que des aiguilles avaient été trouvées à plusieurs reprises dans le bol de lait de la petite. On en trouva également dans son pain et aussi dans le bol de Susanna, l'autre fille des Tschudi. Anne-Miggeli tomba malade après que Göldin fut renvoyée de la maison. Selon les témoins, elle était comme possédée avec des convulsions et de la fièvre. On affirma que la jeune fille avait même craché du sang avec une aiguille, son état empira et de nouvelles aiguilles sortaient chaque jour de sa bouche.
Accusée de pratiquer la magie noire sur l'enfant, Göldin fut arrêtée, et envoyée le 21 février 1782 à Glaris pour être soumise à la torture, suspendue par les pouces, les mains attachées dans le dos, des poids attachés à ses chevilles. Elle avoue sous la torture avoir fait un pacte avec le diable. Si les procès en sorcellerie n'étaient plus autorisés, les procès étaient à charge (la personne est présumée coupable), et la torture restait toujours possible bien qu'ayant quasiment disparu en Europe à partir de 1750. 
En prison, Anna donna naissance à un bébé (vraisemblablement de Tschudi) qui mourut très vite, et dont la mort sera ajoutée aux accusations contre elle. 
Le témoignage de la fille des Tschudi était accablant aux yeux des juges : au cours d'une journée, Göldin aurait donné à l'enfant une sucrerie et lui aurait demandé de ne pas le dire à ses parents.
Le procès fut rapide, Anna Göldin ne pouvant expliquer la présence des corps étrangers dans le corps de Anne-Miggeli. Pendant ce temps, la fille des Tschudi était en convalescence. Pour les juges, cette amélioration de son état prouvait que la « sorcière » n'avait plus d'emprise sur sa victime. La cour décidant de son sort était composée de proches et amis du docteur Tschudi. Ceux-ci se seraient servi des accusations de sorcellerie pour masquer le scandale  qu'aurait causé la révélation de la relation entre Anna et Jacob.
Le verdict fut en partie censuré dans la presse : le tribunal voulait éviter la mention de sorcellerie, une accusation qui commençait à être dépassée à cette époque. Certains dossiers furent détruits et on la qualifia d'empoisonneuse pour limiter la portée de cette affaire.
Condamnée par le tribunal de Glaris à être décapitée, elle fut exécutée le 18 juin 1782, et ses restes furent enfouis au pied de l’échafaud.

### Avis de recherche publié dans laNeue Zürcher Zeitungdu 25 janvier 1782

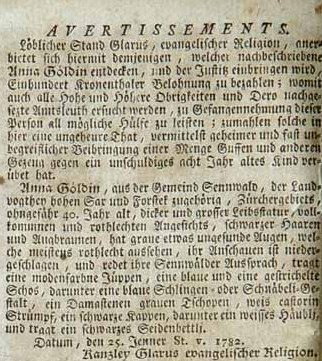
Article de la Neue Zürcher Zeitung.

L'article parait avant le procès alors qu'elle est recherchée par les autorités qui offrent une récompense élevée. L'avis de recherche décrit en détail Anna Göldin, la quarantaine avec une stature imposante, « des yeux quelque peu malades et grisâtres » et parlant dans son dialecte de Sennwald.

« Löblicher Stand Glarus, evangelischer Religion, anerbietet sich hiermit demjenigen, welcher nachbeschriebene Anna Göldin entdecken, und der Justitz einbringen wird, Einhundert Kronenthaler Belohnung zu bezahlen; womit auch alle Hohe und Höhere Obrigkeiten und Dero nachgesezte Amtsleuth ersucht werden, zu Gefangennehmung dieser Person all mögliche Hülfe zu leisten; zumahlen solche in hier eine ungeheure That, vermittelst geheimer und fast unbegreiflicher Beibringung einer Menge Guffen [Nadeln] und anderen Gezeug gegen ein unschuldiges acht Jahr altes Kind verübet hat.
Anna Göldin, aus der Gemeind Sennwald, der Landvogthey hohen Sax und Forstek zugehörig, Zürchergebiets, ohngefähr 40. Jahr alt, dicker und grosser Leibsstatur, vollkommnen und rothlechten Angesichts, schwarzer Haaren und Augbraunen, hat graue etwas ungesunde Augen, welche meistens rothlecht aussehen, ihr Anschauen ist niedergeschlagen, und redet ihre Sennwälder Aussprach, tragt eine modenfarbne Jüppen, eine blaue und eine gestrichelte Schos, darunter eine blaue Schlingen- oder Schnäbeli-Gestalt, ein Damastenen grauen Tschopen, weis castorin Strümpf, ein schwarze Kappen, darunter ein weisses Häubli, und tragt ein schwarzes Seidenbettli.
Datum, den 25. Jenner St. v. 1782.
Kanzley Glarus evangelischer Religion. »

Traduction libre, certains mots font partie du dialecte et leur traduction est parfois difficile : 

« Le méritant État glaronais, de confession évangélique, offre par la présente, pour la découverte d'Anna Göldin décrite plus loin, une récompense de cent couronnes ; de même est demandé aux hautes et plus hautes autorités et à leurs représentants officiels, de procurer toute l'aide possible à la capture de cette personne ; ajoutons qu'elle a commis l'acte incroyable, d'apporter une quantité d'épingles et autres choses par des moyens secrets et presque incompréhensibles contre une petite fille innocente de huit ans.
Anna Göldin, de la commune de Sennwald, appartenant au bailliage de Haute-Saxe et Forstegg, possession zurichoise, environ 40 ans, stature large et grande, à l'allure épanouie et rougie, des cheveux et des sourcils noirs, avec des yeux gris un peu malsains, qui sont d'habitude passablement rougis, son apparence est négligée, et elle parle dans son dialecte sennwaldois, porte une jupe moyennement colorée, un haut de corps bleu avec des rayures, en dessous un corset bleu, une veste damassée et grise, des bas blancs, un bonnet noir, en dessous une coiffe blanche et elle porte un foulard en soie noir.
Date, le 25 janvier 1782
La chancellerie de Glaris, de confession évangélique »

## Dernière Suissesse exécutée pour sorcellerie
Anna Göldin est la dernière femme exécutée pour sorcellerie en Suisse, et elle est aussi probablement parmi les dernières en Europe : deux Polonaises auraient été également exécutées pour sorcellerie en 1793, une dizaine d'années après sa mort. Barbara Zdunk est exécutée à Reszel en 1811. En France, le 28 juillet 1826 une femme accusée de sorcellerie est brûlée par des paysans à Bournel, en 1856 une autre est jetée dans un four à Camalès.
Une procédure de réhabilitation est entamée en novembre 2007 par le Grand Conseil du canton de Glaris, avant qu'Anna Göldin ne soit définitivement innocentée le 27 août 2008. Le parlement cantonal de Glaris l'innocente à l'unanimité 226 ans après sa condamnation par l'Église et sa décapitation, qualifiant son procès de « meurtre judiciaire ».

## Inspiration
L'histoire d'Anna Göldin a fait l'objet d'un film sorti en 1991, Anna Göldin, la dernière sorcière (Anna Göldin, die letzte Hexe) de Gertrud Pinkus. Plusieurs livres lui sont consacrés dont un de Eveline Hasler.
Une pièce de musique pour orchestre d'harmonie a été écrite par le compositeur fribourgeois Jean-Claude Kolly en 1996. Un théâtre nommé sorcière lui a aussi été dédié ainsi qu'à plusieurs sorcières[réf. souhaitée].
En 2008 une artiste suisse, Angela Marzullo, à la suite de la réhabilitation d'Anna Göldin par les autorités suisses, lui consacre une performance filmée, Makita witch, suivie en 2013 d'une œuvre audio réalisée dans le cadre d'une résidence d'artiste au Radio Pinic de Berlin sur le Malleus Maleficarum la mentionnant.
Le groupe de doom metal italien 1782 a choisi ce nom en référence a l'année de l’exécution d'Anna Göldin.

## Aujourd'hui
Le musée de Mollis, inauguré en septembre 2007, lui est consacré. On y trouve des salles d'exposition sur Anna Göldin avec des documents liés à son procès, des extraits du film Anna Göldin, la dernière sorcière, ainsi que la reconstitution de sa cellule de l'hôtel de ville de Glaris, avec l'exposition d'instruments de torture qui permettaient les aveux.
Le journaliste Walter Hauser, auteur d'un livre-enquête sur Anna Göldin, estime que cette dernière a été victime d'un jugement arbitraire et qu'il est temps pour les autorités de Glaris de reconnaître l'erreur judiciaire. Le député de Glaris au Parlement fédéral, Fritz Schiesser, demande la réhabilitation officielle d'Anna Göldin. Mais la demande de réhabilitation est refusée par le gouvernement cantonal et ce, contre l'avis du parlement. Une demande de réhabilitation est également rejetée par l'Église protestante glaronaise, qui, à l'époque, avait pris part au procès et à l'exécution. Toutefois, le 7 novembre 2007, le Grand Conseil glaronnais débat de la question et, malgré des demandes de rejet de la motion en raison de l'ancienneté de l'affaire, 37 députés contre 29 décident de réhabiliter Anna Göldin.
Un mémorial au tribunal de Glaris est inauguré en 2014, pour lui donner une lumière éternelle.

### Émissions radiophoniques
- « Anna Göldi : sorcière ou bouc-émissaire ? » le 6 septembre 2019 dans Affaires sensibles de Fabrice Drouelle sur France Inter.
- « Anna Göldi, une sorcière au temps des Lumières », le 31 décembre 2019, dans Autant en emporte l'histoire de Stephanie Duncan sur France Inter[13]